# Hochwasserrückhaltebecken Königheim
Das Hochwasserrückhaltebecken Königheim ist ein von 2019 bis 2020 errichtetes Hochwasserrückhaltebecken in Königheim, einer Gemeinde im Main-Tauber-Kreis in Baden-Württemberg.

## Geographische Lage
Das Rückhaltebecken liegt unmittelbar südwestlich und talaufwärts des Dorfkerns von Königheim auf einer Höhe von etwa 235 m ü. NHN im Tal des  Brehmbachs, der es durchfließt. Rechtsseits neben dem Bach und dem Becken verläuft die K 2892 vom Ortsteil Gissigheim im Obertal her, parallel zum Damm tritt wenig vor ihm die B 27 aus dem Seitental Gießtal ins Brehmbachtal.

## Beschreibung
Der Damm hat eine Höhe von 6,70 Metern und eine Länge von 440 Metern. Das Rückhaltebecken ist für ein 100-jährliches Hochwasser bemessen, es kann bis zu 110.000 Kubikmeter einstauen, in diesem Fall werden 5,2 Hektar überstaut sein. Der Abfluss des Rückhaltebeckens kann bis zu 9,9 Kubikmeter pro Sekunde betragen. Da auch aus dem Gießtal mit Zufluss zu rechnen ist, muss gegebenenfalls der Abfluss des Beckens dem Zustrom aus dem Nebental angepasst werden, damit im Ort bei einem 100-jährlichen Hochwasserereignis ein Durchfluss von 9,9 Kubikmeter pro Sekunde im Brehmbach nicht überschritten wird.

## Geschichte

### Vorgeschichte: Die Fronleichnamsflut
Im Jahr 1984 wurde der Ort Königheim von der Fronleichnamsflut schwer getroffen. Da dabei auch der Damm des Rückhaltebeckens Gissigheim brach, erlitt der Talort Königheim sogar eine zweite Flutwelle. In der Folge war die Gemeinde bis Ende der 1980er Jahre mit dem Wiederaufbau beschäftigt. Nach dieser Flut wurden immer wieder wirksame Hochwasserschutzmaßnahmen für die Zukunft diskutiert.

### Planung und Bau des Hochwasserrückhaltebeckens Königheim

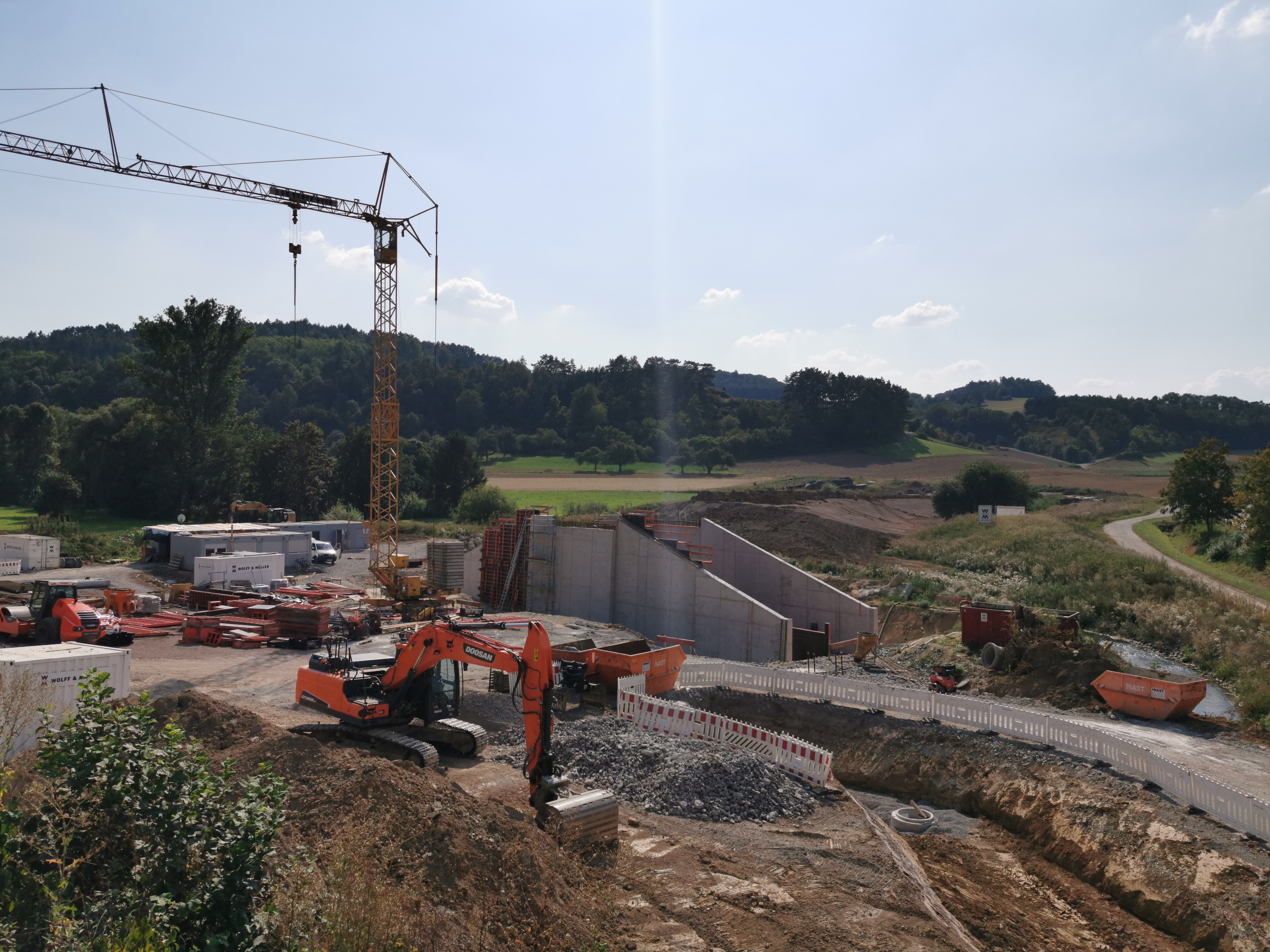
Bau des Rückhaltebeckens Königheim, 2019 Begleitende Baumaßnahmen im Brehmbachtal, parallel zur K 2892 vom Ortsteil Gissigheim im Obertal her, 2019

1997 untersuchte das Karlsruher Institut für Technologie das Flussgebiet. Daraus entstand ein Plan, vier kleinere Hochwasserrückhaltebecken entlang des Brehmbachs zu bauen, der jedoch in der Folge wieder verworfen wurde, da nach einer Änderung der Förderrichtlinie Wasserwirtschaft des Landes Baden-Württemberg sich im Jahr 2005 erwies, dass nur noch ein großes Rückhaltebecken in Königheim förderfähig war.
Eine Wirtschaftlichkeitsprüfung aus dem Jahr 2012 ergab für den heutigen Standort das beste Verhältnis von Kosten und Nutzen für ein Hochwasserrückhaltebecken vor Königheim. Bei dieser ersten Vorstellung des Projekts ging man im Königheimer Gemeinderat noch von rund 3,5 Millionen Euro Gesamtkosten aus. Ein möglicher Dammstandort oberhalb des alten Sportplatzes wurde wieder verworfen, da dort das Einstauvolumen zu gering gewesen wäre. Damit musste jedoch für den Bau auch das alte Sportheim abgerissen werden.
Bis 2015 waren die erwarteten Gesamtkosten für das Hochwasserrückhaltebecken sowie für flankierende Maßnahmen am Brehmbachlauf in Gissigheim und Königheim  bereits auf über 5 Millionen Euro gestiegen. Daneben standen noch weitere kleine Eingriffe am Bachlauf im Ortsteil Brehmen zur Diskussion.
2018 erhielt die Gemeinde Königheim für den Bau eines Hochwasserrückhaltebeckens am Brehmbach und die weiteren ergänzenden örtlichen Maßnahmen einen Landeszuschuss von knapp 3,2 Millionen Euro.
Im März 2019 begannen schließlich die Bauarbeiten für das Hochwasserrückhaltebecken. Im Dezember 2020 wurde nach 22 Monaten Bauzeit die neue Hochwasserschutzanlage technisch abgenommen. Der Zeit- und auch der Kostenplan aus der Zeit des Baubeginns wurde eingehalten. Der Kostenrahmen lag bei 5,335 Millionen Euro. Bis zur Fertigstellung wurde das Großprojekt vom Land mit etwa vier Millionen Euro gefördert.

### Funktionstest
Um die Dichtigkeit des Damms zu testen, wurde die Anlage wie amtlich vorgeschrieben probeweise in Betrieb genommen. Bei dieser Simulation wurde der Brehmbach künstlich aufgestaut, das Rückhaltebecken zu 60 Prozent mit Wasser gefüllt und dabei die korrekte Funktion der Anlage überprüft.

## Galerie

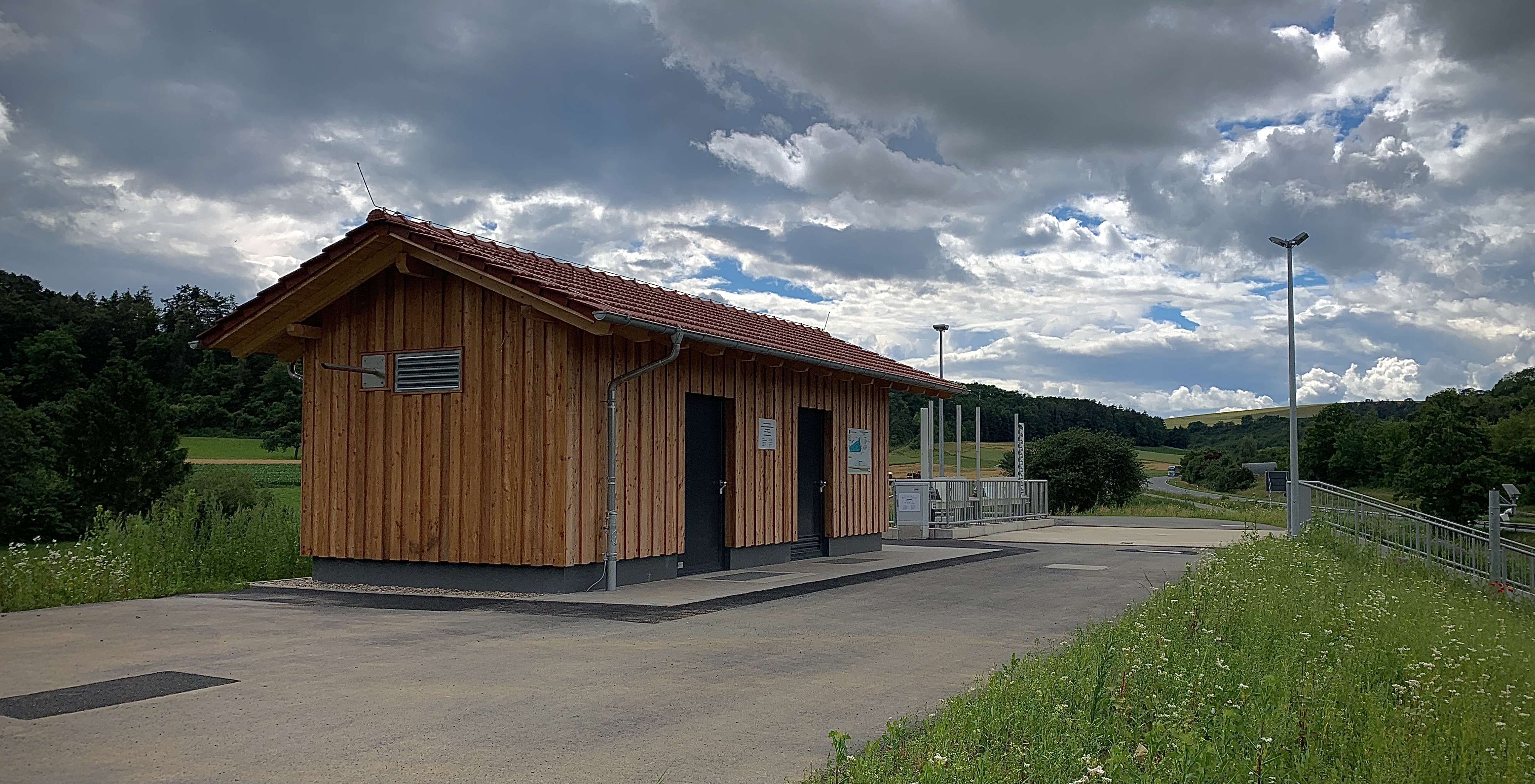
Betriebsgebäude des Rückhaltebeckens
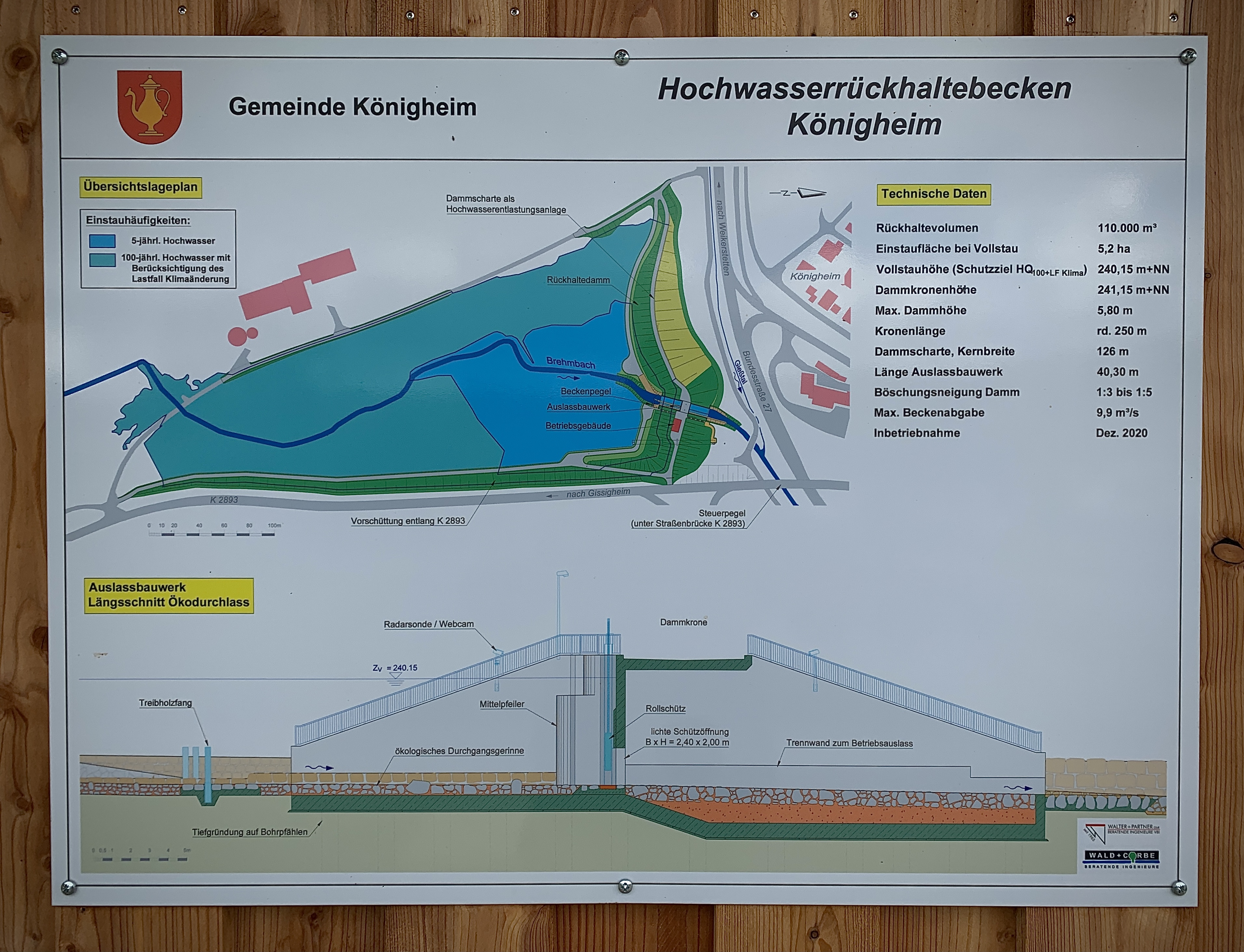
Informationstafel der Gemeinde über die Anlage
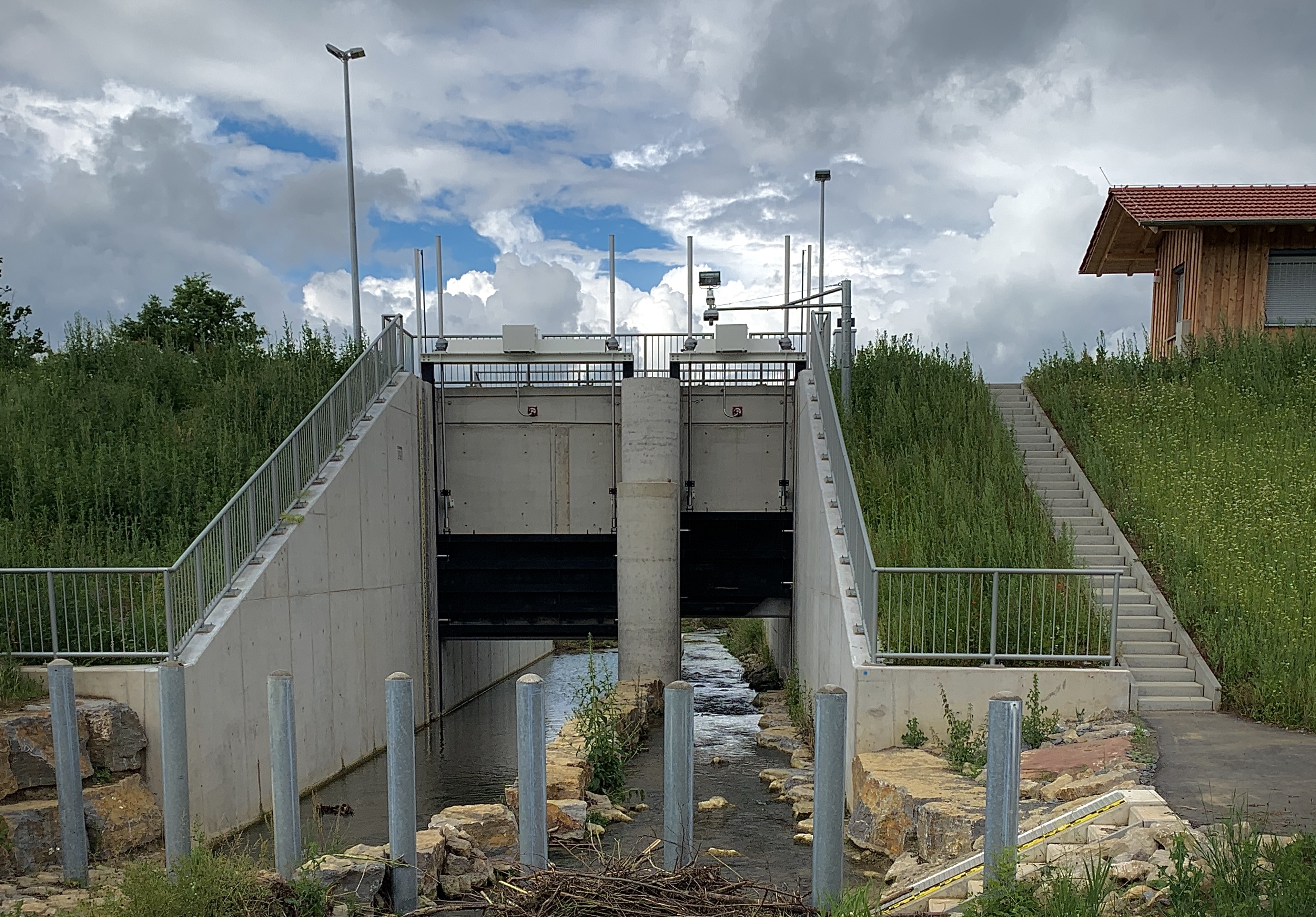
Blick auf den Bachdamm aus Richtung Gissigheim
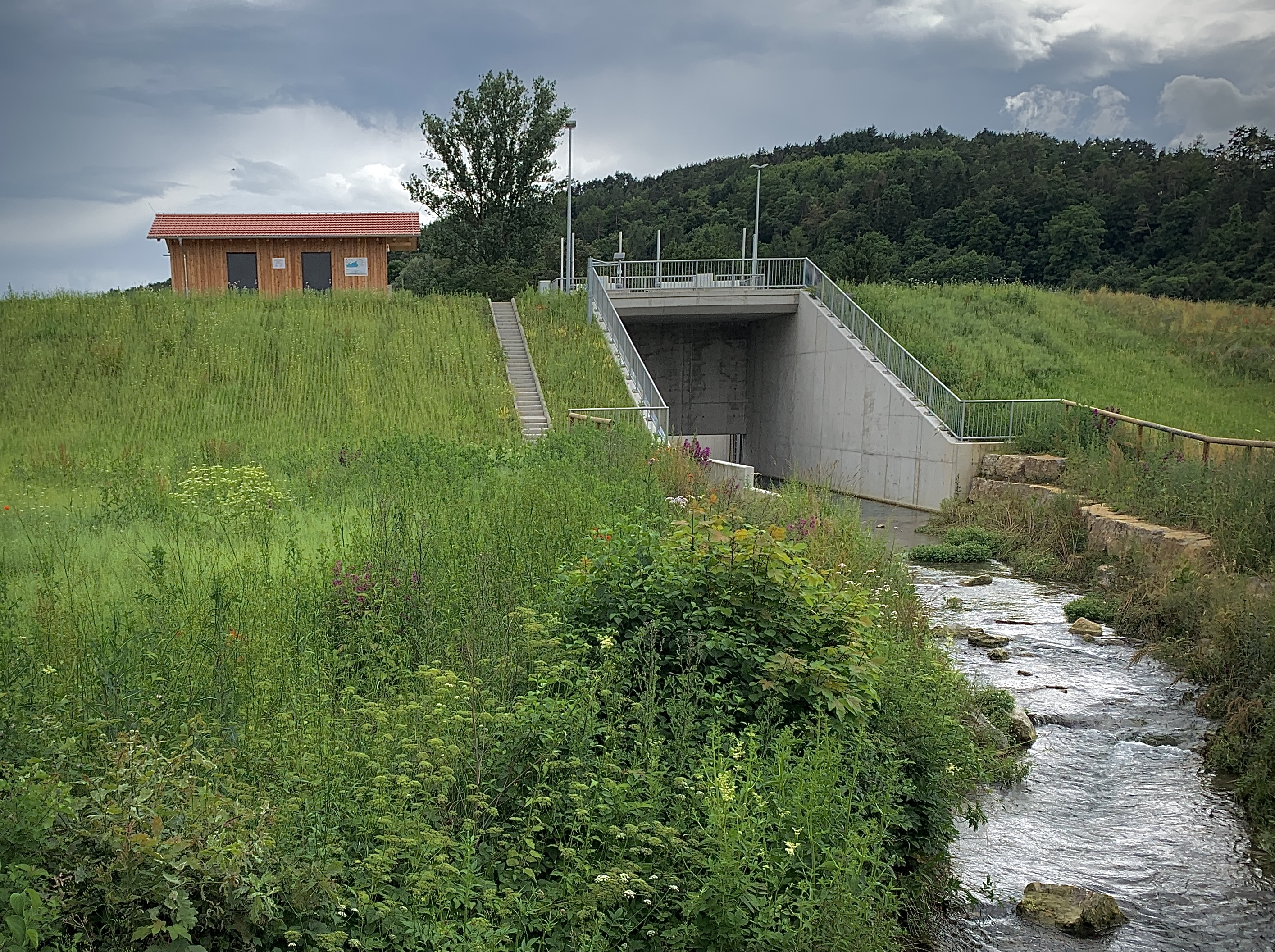
Blick von Königheim auf das Rückhaltebecken
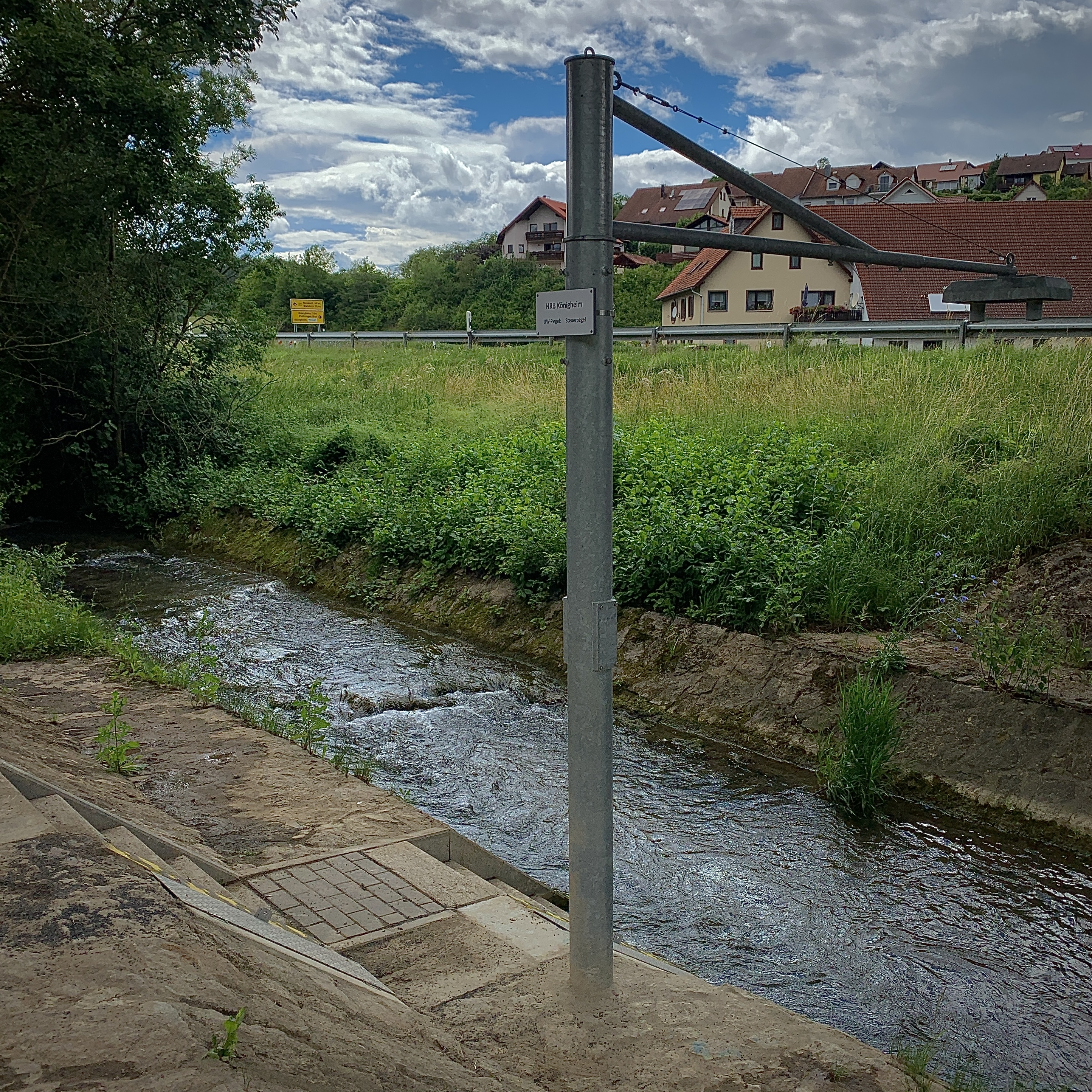
Pegelmesser der Brehmbach (neben B 27 bzw. unterhalb der Brücke in Richtung Gissigheim)